# Michael Forrest
Michael Forrest (Pompano Beach, Florida; 2 de diciembre de 1999) es un baloncestista estadounidense que pertenece a la plantilla del UCAM Murcia de la liga ACB española. Con 1,83 metros de estatura, juega en la posición de base.

## Trayectoria deportiva

### Universidad
Jugó cinco temporadas con los Owls de la Universidad Atlántica de Florida, en las que promedió 10,2 puntos, 2,8 rebotes y 2,1 asistencias por partido. Acabó su carrera como el máximo anotador de triples en la historia de los Owls, al conseguir 305, y el segundo máximo anotador de la universidad, con 1.619 puntos.

#### Estadísticas
| Año     | Equipo           | PJ  | PT | MPP  | %TC  | %3P  | %TL  | RPP | APP | ROB | TPP | PPP  |
| ------- | ---------------- | --- | -- | ---- | ---- | ---- | ---- | --- | --- | --- | --- | ---- |
| 2018–19 | Florida Atlantic | 33  | 27 | 28.4 | .372 | .336 | .758 | 2.8 | 2.9 | 1.2 | .0  | 8.5  |
| 2019–20 | Florida Atlantic | 32  | 8  | 25.5 | .412 | .386 | .771 | 2.1 | 1.6 | 1.1 | .1  | 9.3  |
| 2020–21 | Florida Atlantic | 23  | 17 | 27.6 | .454 | .393 | .676 | 3.7 | 1.3 | 1.0 | .0  | 12.5 |
| 2021–22 | Florida Atlantic | 34  | 34 | 30.7 | .398 | .353 | .860 | 3.4 | 3.0 | 1.0 | .0  | 13.2 |
| 2022–23 | Florida Atlantic | 37  | 1  | 20.8 | .405 | .340 | .755 | 2.2 | 1.6 | .6  | .1  | 8.2  |
| Total   | Total            | 159 | 87 | 26.4 | .406 | .361 | .779 | 2.8 | 2.1 | .9  | .0  | 10.2 |

### Profesional
Tras no ser elegido en el Draft de la NBA de 2023, el 21 de junio firmó su primer contrato profesional con el BBC Monthey de la Liga Nacional de Baloncesto de Suiza. Jugó una temporada, en la que promedió 18,4 puntos, 4,6 rebotes y 3,8 asistencias por partido. Acabó como el sexto máximo anotador de la liga.
El 7 de junio de 2024 firmó con el Pistoia Basket de la Lega Basket Serie A italiana.
El 18 de julio de 2025 fichó por una temporada por el UCAM Murcia de la liga ACB española.